# Régua paralela
A régua paralela tem como função o traçado de linhas horizontais paralelas. Fica presa à prancheta através de um sistema de fios e roldanas, que promovem seu deslizamento paralelo sobre a mesa de desenho.